# Los Ceibos (Guayaquil)

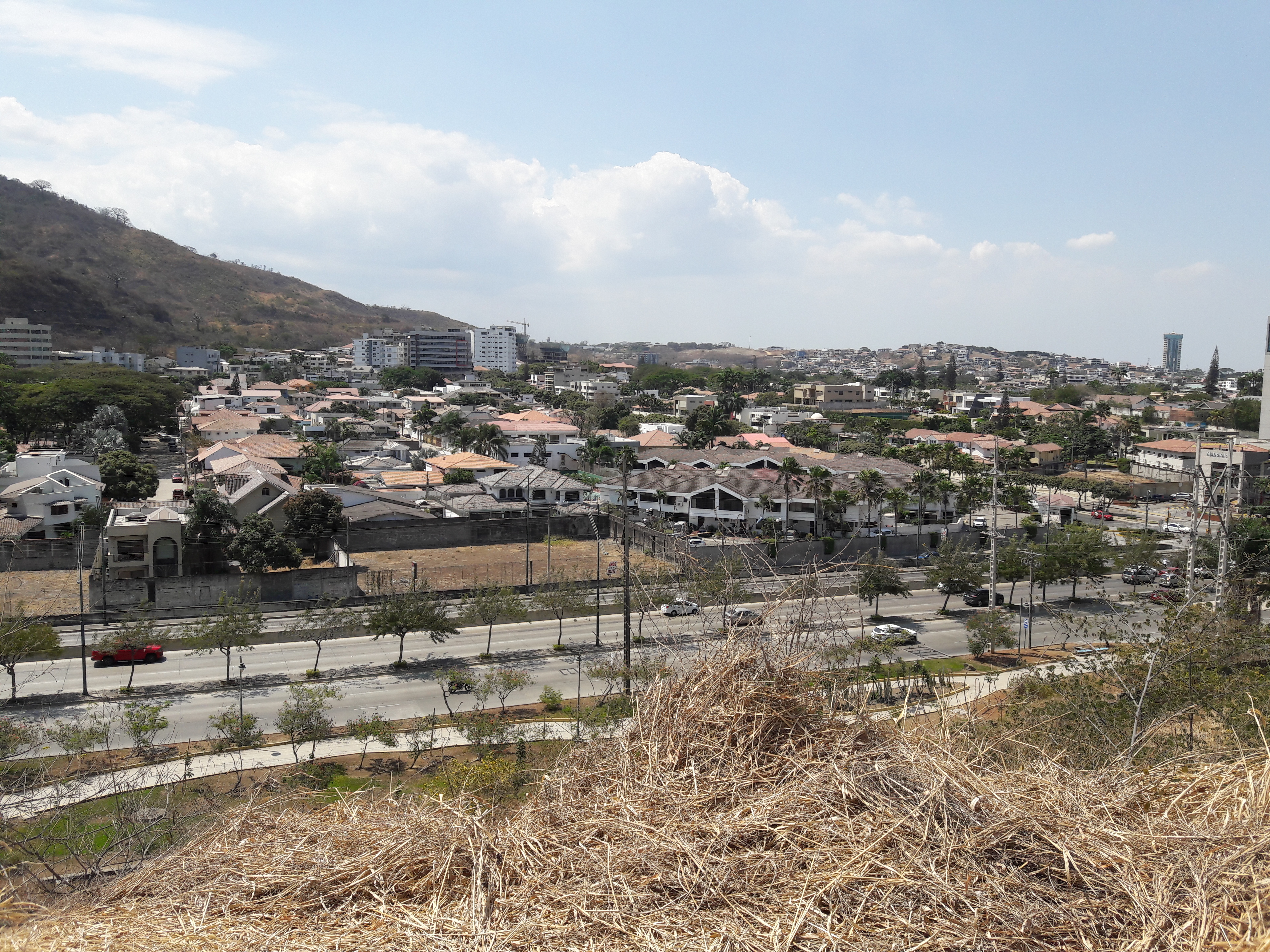
Los Ceibos.

Los Ceibos es un barrio de la ciudad de Guayaquil en la República del Ecuador. Este sector se encuentra ubicado al norte de la ciudad de Guayaquil, siendo conocido por ser un sector de clase media alta. 
El nombre del barrio proviene de los famosos "Ceibos" árboles de gran tamaño y grueso tronco que se encuentran alrededor de la zona, pese a ser cada vez menor su presencia en el sector.

## Historia
Los Ceibos surge después de Urdesa, a comienzos de la década de 1960. Hoy en día los predios de las primeras zonas han perdido plusvalía en comparación con aquellos en las ciudadelas aledañas más modernas, tales como Ceibos Norte, Colinas de los Ceibos, Parques de los Ceibos, Las Cumbres, Santa Cecilia y Los Olivos. Hoy en día, Los Ceibos se refiere al conjunto de estas ciudadelas. 

## Características
El barrio pertenece a la parroquia Tarqui, una de las 16 parroquias urbanas en las que está dividida la ciudad de Guayaquil.
Limita con el Cerro Azul en un tramo de la vía perimetral y los barrios Miraflores, San Eduardo, Prosperina y Mapasingue. 
La iglesia del barrio se llama María Madre de la Iglesia y fue fundada por decreto del S. E. Mons. Fr. Bernardino Echeverría Ruiz. El padre Bertram Wick es el párroco de la iglesia. El Monasterio de las Carmelitas Descalzas de Los Ceibos también se ubica en el barrio. 
Los consulados honorarios de la República Checa, de Chile, de Dinamarca y China están ubicados en Los Ceibos. 
Existen además parques infantiles en Los Olivos, Colinas de los Ceibos y Ceibos, este último con canchas de tenis y circuito para trotar.
Destacados centros educativos como el Colegio Alemán Humboldt, Balandra Cruz del Sur, Colegio Javier y Liceo Bilingüe Los Andes se encuentran en el sector.
Las calles principales que conectan este barrio son:
- Vía Perimetral
- Av. del Bombero
- Av. Leopoldo Carrera Calvo
- Av. Carlos Julio Arosemena Tola
- Av. Raúl Gómez Lince (Av. Las Aguas)

## Lugares

### Educación
La Universidad del Pacífico es el único centro de enseñanza superior del barrio, si es que se toma en cuenta que está localizada después de Riocentro Los Ceibos, podría decirse que está en la "zona fronteriza". 
Los Ceibos es una zona exclusivamente residencial y como tal se han asentado varias escuelas, colegios y jardines de infantes en la zona. El primero fue el  Colegio Alemán Humboldt en 1964. Luego siguieron la escuela y jardín Balandra, el Liceo los Andes, la escuela Valdivia y la escuela primaria Jefferson. El tradicional Colegio Javier se encuentra sobre la Av. del Bombero al igual que el Colegio La Gran Esfera Azul (LA GEA) al lado de la universidad del Pacífico, La Unidad Educativa Bernardino Echeverría Ruiz se encuentra al lado del Javier. La  Alianza Francesa tiene una filial en el barrio y también la Academia de Danzas Patty Salcedo y la escuela de ballet Cuballet.

### Restaurantes y hoteles
Restaurantes como Chifa Youn Yep (comida china) y Buenas Migas se encuentran en la zona.  El único hotel es Los Ceibos Bed&Breakfast. Dentro de la ciudadela se encuentra el centro comercial Los Ceibos en el cual se pueden encontrar varios restaurantes de diferentes tipos de gastronomía, desde comida típica hasta comida internacional, cafetería, sushi bar y pizzería. Además encontramos el centro comercial Piazza Ceibos donde se hallan varios restaurantes como que brindan variedad de platos.

### Centros comerciales
El centro comercial más grande de la zona es Riocentro Los Ceibos en un área de 55.000 m², similar al Riocentro Entre Ríos de Samborondón. Posee cines, supermercado, entre otros locales comerciales. Además, en el año 2005 abrió un edificio que alberga el hipermercado de la cadena Megamaxi.
Plaza Ceibos es otro pequeño centro comercial de estilo abierto al final de la Av. Leopoldo Carrera Calvo.